# 佩德拉贝拉
佩德拉贝拉是巴西圣保罗州的一个市镇。总面积157.184平方公里，总人口5835人，人口密度37.1人/平方公里。